# Mabel Gay
Pour les personnes ayant le même nom de famille, voir Gay.
Mabel Gay, née le 5 mai 1983 à Santiago de Cuba, est une athlète cubaine spécialiste du triple saut. Elle est sacrée vice-championne du monde en 2009 à Berlin.

## Carrière
Championne du monde cadette (1999) et juniors (2001), Gay remporte son premier titre international sénior en 2003 où elle s'impose aux Jeux panaméricains avec 14,42 m.
En 2009, Mabel Gay se classe deuxième de la finale des Championnats du monde de Berlin, derrière sa compatriote Yargelis Savigne, établissant avec 14,61 m, son meilleur saut de l'année. Elle remporte en fin de saison la Finale mondiale de l'athlétisme à Thessalonique.
Elle porte son record personnel à 14,67 m lors de la finale des mondiaux de Daegu en septembre 2011 mais échoue au pied du podium. 
En 2014, elle réalise un saut à 14,53 m à Mexico, son meilleur depuis ses 14,67 m de 2011 mais met un terme à sa carrière à la suite de blessures répétitives.

## Palmarès
| Date | Compétition                             | Lieu              | Résultat | Marque  |
| ---- | --------------------------------------- | ----------------- | -------- | ------- |
| 1998 | Jeux mondiaux de la jeunesse            | Moscou            | 1re      | 13,41 m |
| 1999 | Championnats du monde jeunesse          | Bydgoszcz         | 1re      | 13,82 m |
| 2000 | Championnats du monde juniors           | Santiago du Chili | 4e       | 13,74 m |
| 2002 | Championnats ibéro-américains           | Guatemala City    | 1re      | 14,18 m |
| 2002 | Championnats du monde juniors           | Kingston          | 1re      | 14,09 m |
| 2003 | Jeux panaméricains                      | Saint-Domingue    | 1re      | 14,42 m |
| 2003 | Championnats du monde                   | Paris             | 5e       | 14,52 m |
| 2004 | Championnats du monde en salle          | Budapest          | 9e       | 14,49 m |
| 2005 | Championnats d'Am. cen. et des Caraïbes | Nassau            | 2e       | 13,97 m |
| 2006 | Jeux d'Amérique centrale                | Carthagène        | 1re      | 14,20 m |
| 2007 | Jeux panaméricains                      | Rio de Janeiro    | 3e       | 14,26 m |
| 2008 | Championnats d'Am. cen. et des Caraïbes | Cali              | 1re      | 14,19 m |
| 2009 | Championnats d'Am. cen. et des Caraïbes | La Havane         | 2e       | 14,48 m |
| 2009 | Championnats du monde                   | Berlin            | 2e       | 14,61 m |
| 2009 | Finale mondiale                         | Thessalonique     | 1re      | 14,62 m |
| 2010 | Championnats du monde en salle          | Doha              | 4e       | 14,30 m |
| 2011 | Championnats du monde                   | Daegu             | 4e       | 14,67 m |
| 2011 | Jeux panaméricains                      | Guadalajara       | 3e       | 14,28 m |
| 2011 | Ligue de diamant                        | Ligue de diamant  | 3e       | détails |
| 2012 | Championnats du monde en salle          | Istanbul          | 3e       | 14,29 m |
| 2013 | Championnats du monde                   | Moscou            | 5e       | 14,45 m |
| 2014 | Festival des sports panaméricains       | Mexico            | 1re      | 14,53 m |

## Records
| Épreuve     | Épreuve      | Performance | Lieu     | Date               |
| ----------- | ------------ | ----------- | -------- | ------------------ |
| Triple saut | En plein air | 14,67 m     | Daegu    | 1er septembre 2011 |
| Triple saut | En salle     | 14,57 m     | Budapest | 5 mars 2004        |